# Revaz Chelebadze
Revaz Chelebadze (georgià: რევაზ ჩელებაძე)  (Kobuleti, 2 d'octubre de 1955) és un exfutbolista georgià de la dècada de 1980.
Fou 7 cops internacional amb la selecció de la Unió Soviètica. Pel que fa a clubs, defensà els colors de FC Dinamo Tbilisi, Guria Lanchkhuti i FC Dinamo Batumi.